# Kintoki
Kintoki (KINTOKI-金目族のトキ?, Kintoki - Kanemezoku no Toki) è un manga scritto e disegnato da Akira Toriyama per il concorso Top of the Super Legends indetto da Weekly Shōnen Jump. Realizzato nel 2010, è l'ultimo one-shot del concorso ad essere stato pubblicato.
In Italia è ancora inedito.

## Trama
Toki è un Aurumoculi, una razza umanoide che vive sulla Terra e si distingue dagli altri a causa degli occhi color oro e per la bassa aspettativa di vita (età media intorno ai 30 anni). L'ultimo messaggio lasciato a Toki dal padre è stato quello di trovarsi una moglie della sua stessa razza con cui potere mandare avanti la specie. Il ragazzino incontrerà una ragazza di nome Melusia, che dice di venire da Venere, e dovrà salvarla dal figlio di un signorotto del luogo e dei suoi scagnozzi. Scoprirà da uno di loro che un gruppetto di aurumoculi vive nella parte orientale del paese e così Toki, insieme a Melusia, si dirigerà là per trovare una consorte.

## Personaggi

### Toki
Uno dei pochi sopravvissuti della razza aurumoculi, abilissimo nel combattimento. Sta cercando moglie, volendo rispettare le ultime volontà di suo padre. Anche se dall'aspetto gli si darebbero poco più di dieci anni, in realtà ne ha già diciannove.

### Melusia
Una veggente, che dice di venire da venere, che apparentemente è molto legata ai soldi. Incontrerà Toki, il quale le domanderà di sposarlo, ricevendo però un rifiuto. Verrà salvata dal ragazzo quando Berry cercherà di ucciderla, avendo ricevuto un suo rifiuto ad uscire.

### Berry
Viziato figlio di un nobile locale. È accompagnato da una cerchia di guardie del corpo, che ha ognuna un titolo specifico. Alla fine verrà rapito da un thundra, un mostro simile ad un dinosauro alato, e salvato da Toki.

### Guardie di Berry
- Cran: è lo spadaccino più forte del paese. Viene facilmente sconfitto da Toki.
- Huckle: l'uomo più forte del paese. Si unirà a Toki e Melusia, per raggiungere i restanti aurumoculi.
- Quina: l'uomo più coraggioso del paese. Combatterà con Toki e si scoprirà essere anch'esso un aurumoculi. Dopo avere informato Toki dell'esistenza di altri loro simili, abbandonerà Berry e se ne andrà.
- Rasp: il miglior tiratore del paese. Presterà il suo fucile a Toki per permettergli di salvare il suo padrone.

## Terminologia
- Zenny: moneta utilizzata nel mondo di Kintoki.
- Thundra: mostri alati simili a dinosauri, sono esseri rapidissimi che possono attaccare anche l'uomo. Difatti è proibito uscire in luoghi aperti quando si appresta il tramonto.
- Acqua di Zoda: bevanda molto popolare nel mondo di Kintoki.
- Aurumoculi: razza umanoide che vive sulla terra. Si distingue per gli occhi dorati dagli esseri umani. Hanno un'aspettativa di vita molto bassa, con un'età media intorno ai 30 anni. Quina per esempio si mostra come una persona di età avanzata, quando in realtà ha meno di trentacinque anni. Ad oggi gli aurumoculi sono rimasti molto pochi e rischiano di estinguersi. Come i sayan sono molto abili nel combattimento ed hanno una mira formidabile.